# Vicky Vilagos
Vicky Vilagos, född den 17 april 1963 i Brampton, Kanada, är en kanadensisk konstsimmare.
Hon tog OS-silver i duett i konstsim i samband med de olympiska konstsimstävlingarna 1992 i Barcelona.